# Reformer a metanolo
Un reformer a metanolo è un dispositivo dell'ingegneria chimica, utilizzato in particolare nella tecnologia della cella (o pila) a combustibile, per produrre idrogeno puro da una miscela di metanolo e acqua (sotto forma di vapore) mediante liberazione di anidride carbonica. Come reazione chimica si basa su un processo di reforming a vapore.
{\displaystyle \mathrm {CH_{3}OH_{(g)}+H_{2}O_{(g)}\;\longrightarrow \;CO_{2}+3\ H_{2}\qquad } \Delta H_{R\ 298}^{0}=49{,}2\ \mathrm {kJ/mol} }
Il metanolo con il vapore acqueo viene trasformato in idrogeno e anidride carbonica sotto l'azione di un catalizzatore eterogeneo e mediante apporto di energia termica.

## Tecnologia
Una miscela acqua-metanolo con un rapporto molare tra le due sostanze di 1,3 - 1,5 viene compressa fino a 20 bar, fatta evaporare e infine surriscaldata sui 250 - 280 °C. L'idrogeno prodotto viene quindi separato da una lega di palladio-argento (PdAg) per mezzo di una membrana permeabile allo stesso gas.
Per la realizzazione tecnica ci sono due processi fondamentali.
- In un reattore riscaldato a forma di tubo si trova il catalizzatore. La miscela di vapore acqueo-metanolo (entrambi sotto forma di vapore) viene condotta all'ingresso del reattore. La separazione dell'idrogeno dagli altri reagenti e prodotti avviene successivamente in un apparecchio inserito a parte. La membrana PdAg è inondata dal materiale «riformato» e l'idrogeno passa in gran parte attraverso la membrana.
- L'altra variante prevede un reattore integrato con una membrana di separazione. In questo caso la parete della camera di reazione è costituita da un cilindro di ceramica rivestito di PdAg e l'idrogeno separato fuoriesce direttamente dalla camera di reazione.

In entrambe le varianti, la parte solida trattenuta dalla membrana, il cosiddetto retentato, contiene ancora una quota significativa (anche se chiaramente minore) dell'idrogeno. Per tale ragione, la miscela risultante viene spesso bruciata con l'aria in un bruciatore catalitico. L'energia termica emessa in tal modo viene utilizzata a scopo di riscaldamento.

## Vantaggi e svantaggi
I reformer a metanolo sono presi in considerazione come componenti di un motore a idrogeno, in quanto il loro utilizzo eviterebbe di immagazzinare il combustibile a idrogeno in serbatoi di gas pressurizzato. Potrebbero così essere superati i problemi di accettazione da parte della popolazione, dal momento che l'idrogeno è spesso considerato come troppo pericoloso. 
Il vantaggio del metanolo in questo contesto è che è disponibile in forma liquida. Tuttavia il metanolo, come anche la benzina, è tossico e facilmente infiammabile. Un altro problema è la lega PdAg, che ha un costo elevato e viene facilmente danneggiata dagli sbalzi di temperatura.
Inoltre, il processo di reforming a metanolo genera come sottoprodotto anche anidride carbonica, che, come noto, è uno dei principali gas ad effetto serra ritenuti responsabili del riscaldamento globale. Ciò potrebbe non essere coerente con gli attuali sforzi a livello internazionale tesi a ridurre le emissioni inquinanti nell'atmosfera.